# Trofeo Moschini 1942
Il Trofeo Moschini 1942, quattordicesima edizione della corsa nota in precedenza come "Milano-Mantova", si svolse il 4 ottobre 1942 su un percorso di 195 km con partenza a Goito e arrivo a Mantova. Fu vinto dall'italiano Glauco Servadei, che completò il percorso in 5h41'00" precedendo in volata i connazionali Quirino Toccaceli e Pietro Chiappini. Conclusero la prova, riservata a indipendenti e professionisti di seconda categoria, 20 dei 27 ciclisti al via.

## Percorso
La corsa prese il via da Goito e transitò nell'ordine da Desenzano del Garda, Vobarno, Vestone, Lodrino (sede del premio della montagna al primo classificato), Gardone Val Trompia, Brescia e Castiglione delle Stiviere. Il traguardo era posto allo Stadio Settimo Leoni dopo 195 km di corsa.

## Ordine d'arrivo (Top 10)
| Pos. | Corridore          | Squadra           | Tempo    |
| ---- | ------------------ | ----------------- | -------- |
| 1    | Glauco Servadei    | Mil. Contraerei   | 5h41'00" |
| 2    | Quirino Toccaceli  | Mil. Postelegraf. | s.t.     |
| 3    | Pietro Chiappini   | Mil. Contraerei   | s.t.     |
| 4    | Marcello Spadolini | S.S. Lazio        | s.t.     |
| 5    | Salvatore Crippa   | U.C. Seregno      | s.t.     |
| 6    | Giovanni Brotto    | V.C. Bassano      | s.t.     |
| 7    | Sesto Fellini      | Dopol. Cesena     | s.t.     |
| 8    | Primo Zuccotti     | Mil. Contraerei   | s.t.     |
| 9    | Marco Marangoni    | C.S. Milano       | s.t.     |
| 10   | Elio Bertocchi     | D. Aeronautica    | s.t.     |